# ヤマハ・RM/RSシリーズ
RM/RSシリーズ（アールエム/アールエス-）はヤマハのダンス向けのシーケンサーの型番・商品名。

## 概要
QYシリーズとは異なり、ダンスに特化した音源内蔵シーケンサーである。リアルタイムにテンポを変化させたり、フィルターを操作したりして変化をつけることが可能である。

## シリーズのモデル
RM1x
音源方式 AWM2 最大同時発音数 32音 演奏パート数 16パート 音色メモリー 654ノーマルボイス＋46ドラムキット エフェクター リバーブ×11／コーラス×11／バリエーション×43
RS7000
音源方式 AWM2音源 最大同時発音数 62音 マルチティンバー数 16パート ボイス数 プリセットノーマルボイス：1,054 プリセットドラムボイス：63キット エフェクター 4系統（リバーブ、ディレイ／コーラス、バリエーション、マスター）リバーブ：12タイプ、ディレイ／コーラス：25タイプ バリエーション：100タイプ、マスター：8タイプ イコライザー マスターイコライザー（4バンドパラメトリック）トラックイコライザー（5タイプ）